# آرچی ناکس
آرچیبالد "آرچی" ناکس (به انگلیسی: Archibald "Archie" Knox) (زاده ۱ مه ۱۹۴۷) مربی فوتبال اهل اسکاتلند است که هم‌اکنون در تیم آبردین دستیار مربی است.